# Veia jugular externa
A veia jugular externa é uma veia do pescoço formada pela união da porção posterior da veia retromandibular e pela veia auricular posterior.